# Toon Hermans
Antoine Gerard Theodore (Toon) Hermans (Sittard, 17 december 1916 – Nieuwegein, 22 april 2000) was een Nederlands cabaretier, zanger, kunstschilder en dichter. Hij wordt als een van de "Grote Drie van het Nederlandse cabaret" van na de Tweede Wereldoorlog beschouwd, samen met Wim Sonneveld en Wim Kan.

## Levensloop

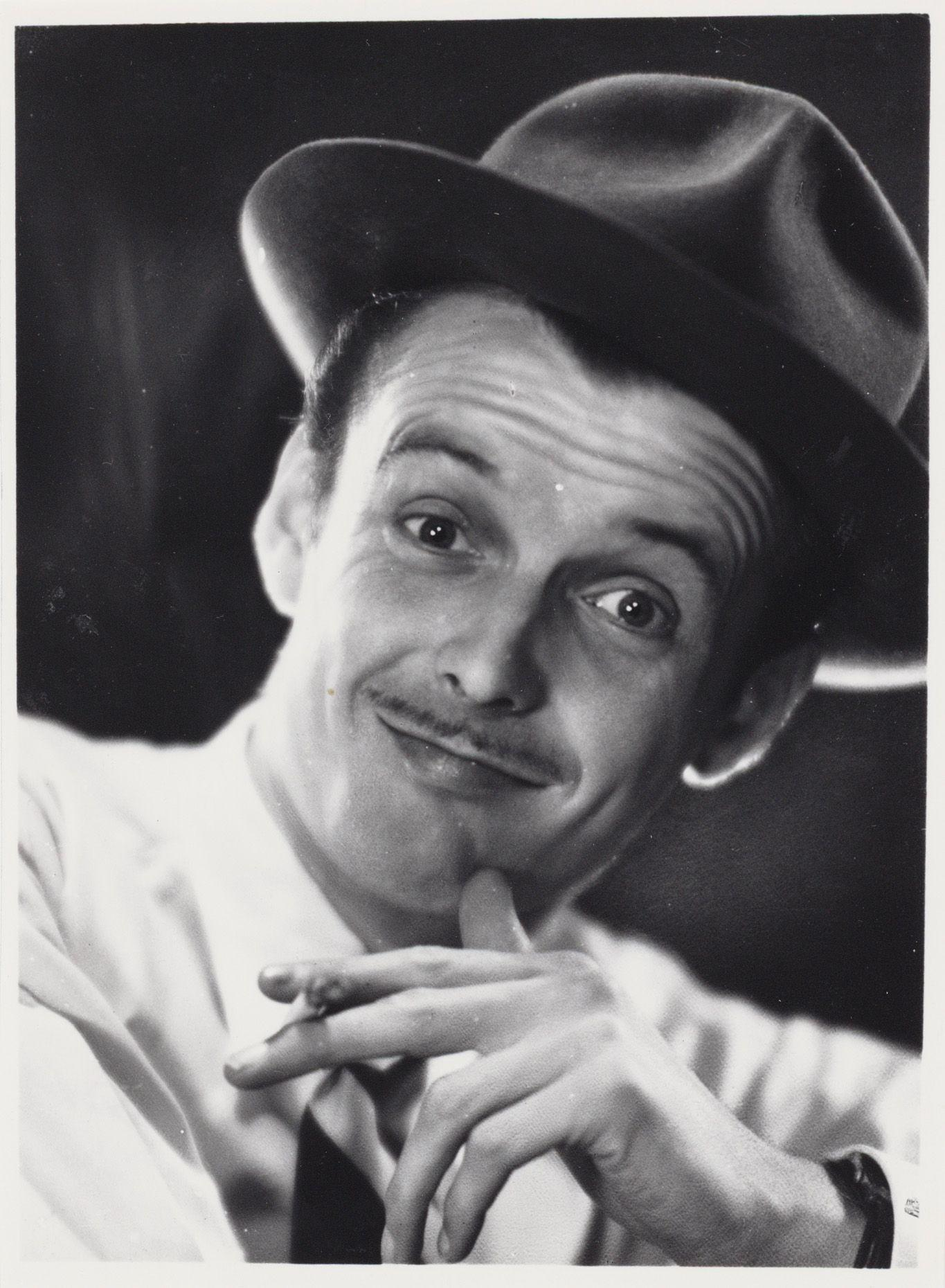
Toon Hermans (1947)

Hermans werd geboren als tweede van vijf zoons in zijn ouderlijk huis aan de Parklaan in Sittard. Hermans werd tijdens zijn leven geconfronteerd met verschillende tegenslagen. Hij ondervond in zijn jeugd de ontberingen die volgden op de Eerste Wereldoorlog, de economische crisis van de jaren dertig en de Tweede Wereldoorlog gevolgd door de noodzakelijke wederopbouw. De Sittardsche Bank waarvan zijn vader directeur was ging in 1924 failliet en drie jaar later stierf zijn vader. Hierdoor werden Hermans en zijn broers straatarm. 
Hermans ging zich hierna bezighouden met het schrijven van sinterklaasgedichten voor een speelgoedwinkel. In zijn tienerjaren werd hij geïnspireerd door de clown Johan Buziau, in wiens voetsporen hij wilde treden. Op 16-jarige leeftijd schreef hij in 1932 zijn eerste revue, in het Sittardse dialect. Door veelvuldig contact met Buziau leerde hij veel van hem over timing en mimiek. Zo werd hij in zijn streek (rondom Sittard in Nederlands Limburg) groot in carnavalskringen. Ook begon zijn bekendheid aan het begin van de jaren veertig langzaam te groeien buiten Limburg, mede dankzij de radio. In 1942 verhuisde Hermans naar Amsterdam. Er ontstond een zoektocht naar nieuw talent doordat joodse artiesten niet meer mochten optreden. Hermans profiteerde daarvan. Via Alex Wunnink vond hij werk bij het cabaret van Carl Tobi dat veel optrad in het Leidseplein Theater. Om te mogen optreden sloot Hermans zich aan bij de Kultuurkamer. Later in de oorlog sloot hij zich aan bij het Mikkenie-revue. Vanaf 1943 maakte hij furore met zijn imitatie van Johan Buziau, die door de oorlogsomstandigheden sinds 1942 zijn optredens voorgoed had gestaakt.
In de eerste jaren na de oorlog trad Hermans vaak op met de groep Theater Plezier die onder leiding van Floris Meslier stond. Hij werd langzaam een bekende Nederlander. Ook toen schreef hij nog verschillende liedjes in zijn moedertaal, het Sittards. Vanaf 1955 begon hij alleen op te treden. Zijn carrière kwam in een stroomversnelling toen zijn zogeheten onemanshows werden uitgezonden door het nieuwe medium televisie. Samen met Wim Kan en Wim Sonneveld werd hij omschreven als de grote drie. In 1959 ondernam hij een mislukte overstap naar het witte doek, met de film Moutarde van Sonaansee. Hierna keerde Hermans terug naar het theater, waar hij grote successen vierde.
Zijn populariteit piekte zo'n twintig jaar lang (tussen 1960 en 1981). Een uitgebreide poging omstreeks 1968 om met een Engelstalige show op Broadway in de Verenigde Staten door te breken mislukte, doordat Hermans zich niet echt thuis voelde in de VS. Hoewel hij in Duitsland en Oostenrijk ook enig succes had, sloeg zijn werk in Nederland en Vlaanderen het meest aan.
In 1993 trad hij weer op in Carré met een show waarin hij voor de pauze liedjes zong (een "tour de chant") en na de pauze conferences bracht. In 1996 stond Hermans voor het laatst op het toneel. Na een hersenoperatie in 1997 werkte hij begin 2000 met een bevriende pianist aan een nieuwe cd. Hij overleed in april van dat jaar, waarna het album Als de liefde postuum werd uitgebracht. Hermans werd begraven vanuit de Gemmakapel van de heilige Gemma Galgani in Sittard – hij was als katholiek vanaf zijn jeugd een vereerder van deze heilige.
In 2003 verscheen het verzameld werk van Toon in een cd-box, die in het jaar erna de Edison kreeg in de categorie historische uitgave. In 2005 is zijn volledige oeuvre, voor zover in televisie-archieven bewaard gebleven, als dvd-box uitgegeven.

## Privé

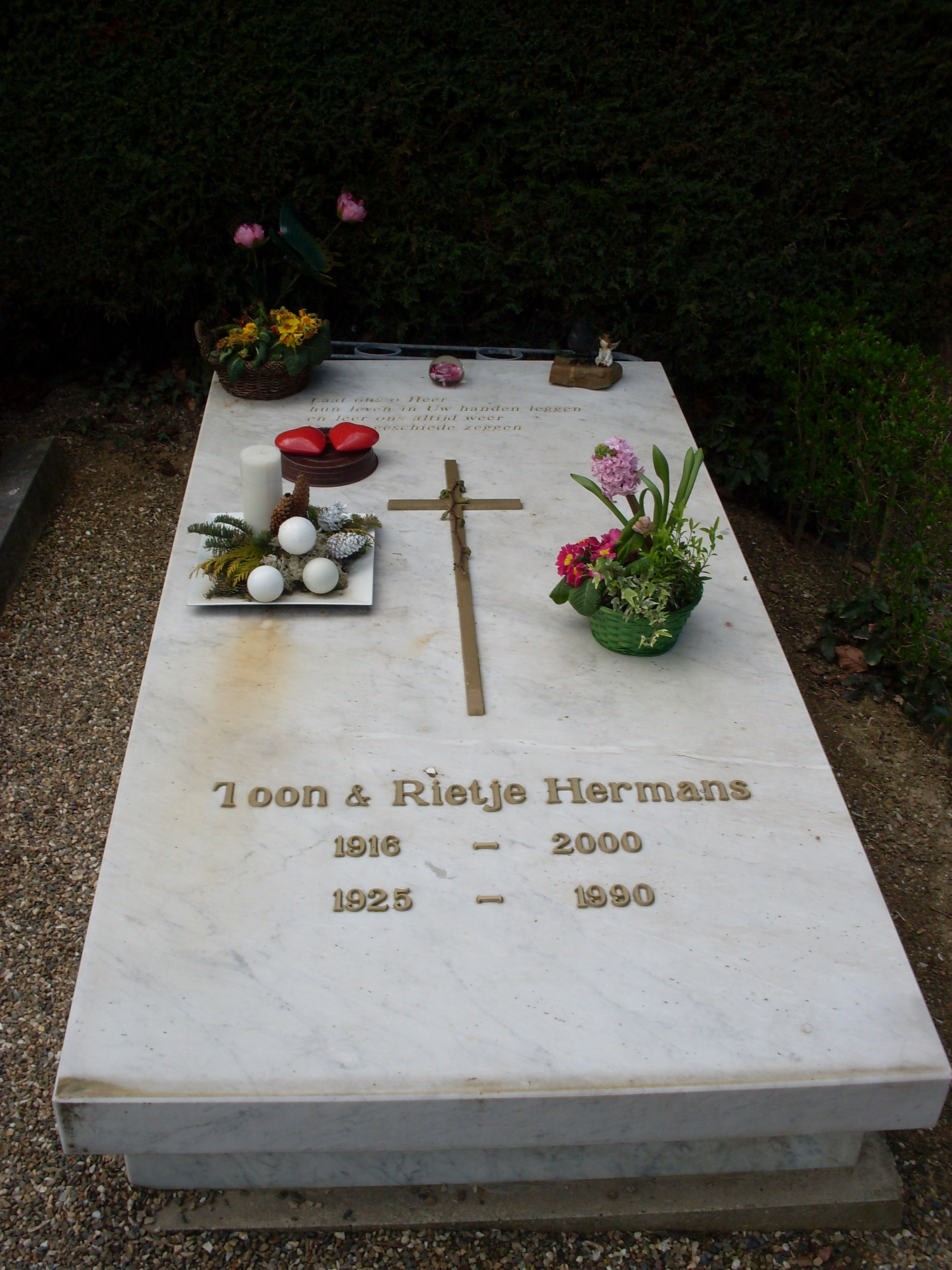
Graf van Toon Hermans en zijn vrouw Rietje in Sittard

Toon Hermans was gehuwd met Rita Weijtboer, een schoonheidsspecialiste. Het stel verhuisde in 1967 naar Maastricht en later naar Hilversum en Bloemendaal. 
Ze kregen drie zonen: Michael, Maurice (1949-2023) en Gaby (1955-2020). Maurice figureerde af en toe in shows van zijn vader. 
Toon Hermans schreef veel liedjes voor zijn vrouw. Toen zij kanker kreeg, zegde Hermans vaak zijn tournees af om bij haar te kunnen zijn. Nadat zij in november 1990 was overleden, had hij moeite met het brengen van zijn liefdesliedjes en barstte hij soms zelfs in tranen uit tijdens het zingen van Lente me.

## Kunst

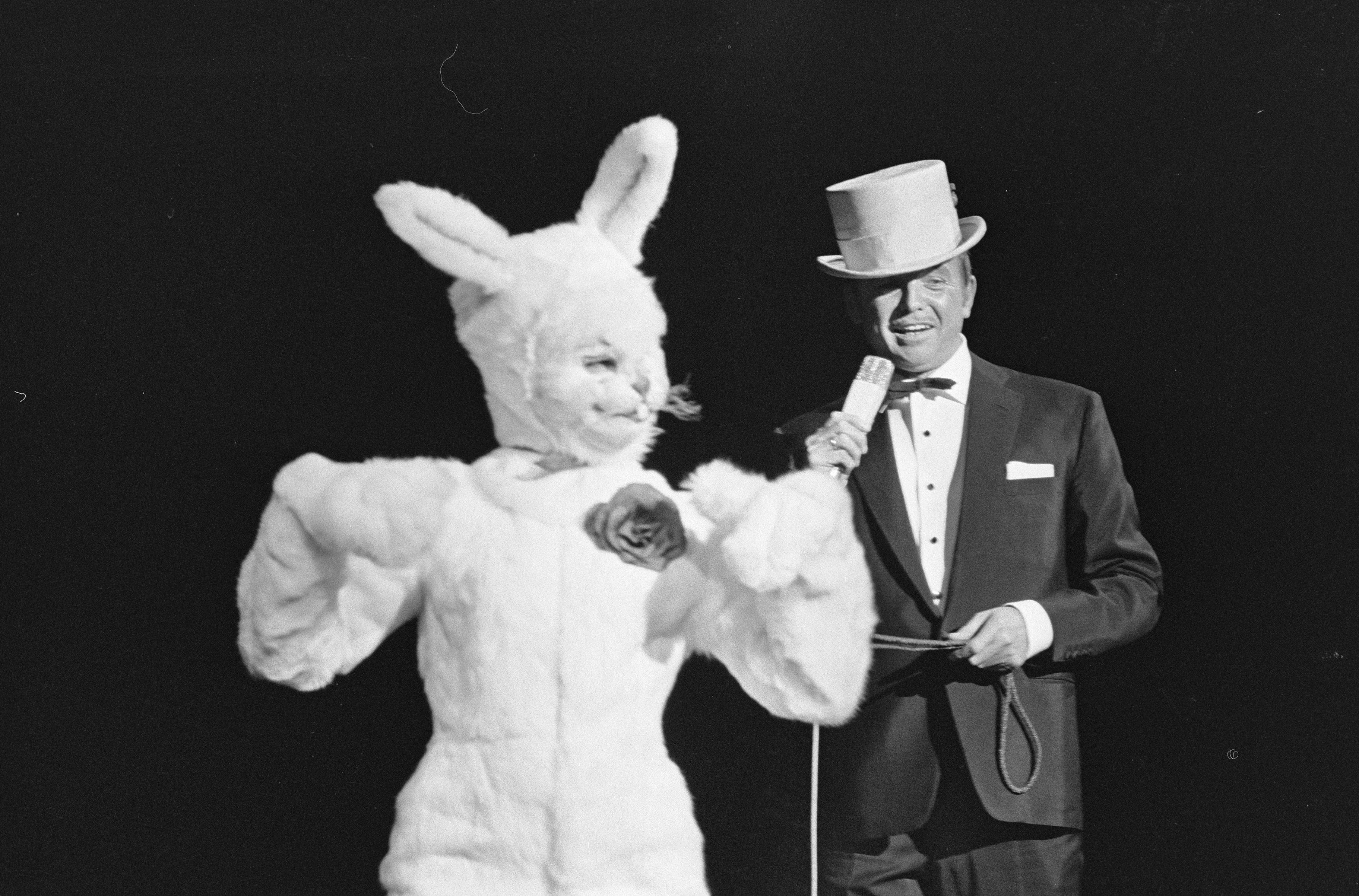
Toon Hermans (1966)

Bekendheid kreeg Hermans door zijn formule van de onemanshow, een voorstelling door één man uitgevoerd (weliswaar ondersteund door een paar muzikanten), die hij als eerste in het Nederlandse taalgebied introduceerde (Wim Sonneveld, Wim Kan en latere generaties zijn hem daarin gevolgd).
Hoewel zijn werk vaak als cabaret beschouwd wordt, is het dat eigenlijk niet. Hij beschouwde zichzelf als een clown, en dat is waarschijnlijk de meest juiste typering. Het was pure kolder, omlijst door liedjes waarin het leven geprezen werd, of die ook kolderiek waren. Anders dan bij cabaret waren zijn shows op geen enkele manier gebonden aan de actualiteit.
Groot succes op de scène had hij met zijn 'typetjes' en zijn gevoel voor woordspelletjes. Als schrijver en dichter viel Hermans vooral op door zijn aandacht voor detail: gebaren, kleine gedichten (door hem versjes genoemd), kwinkslagen. Veel van zijn versjes zitten in het collectief geheugen en kwamen op wandtegeltjes te staan. Ook zijn er diverse boeken en boekjes met zijn liedjes en gedichtjes verschenen, door hemzelf geïllustreerd.
Hermans was ook een niet onverdienstelijk schilder, hoewel zijn werk als schilder tijdens zijn leven nauwelijks geëxposeerd is.

## Artistieke loopbaan

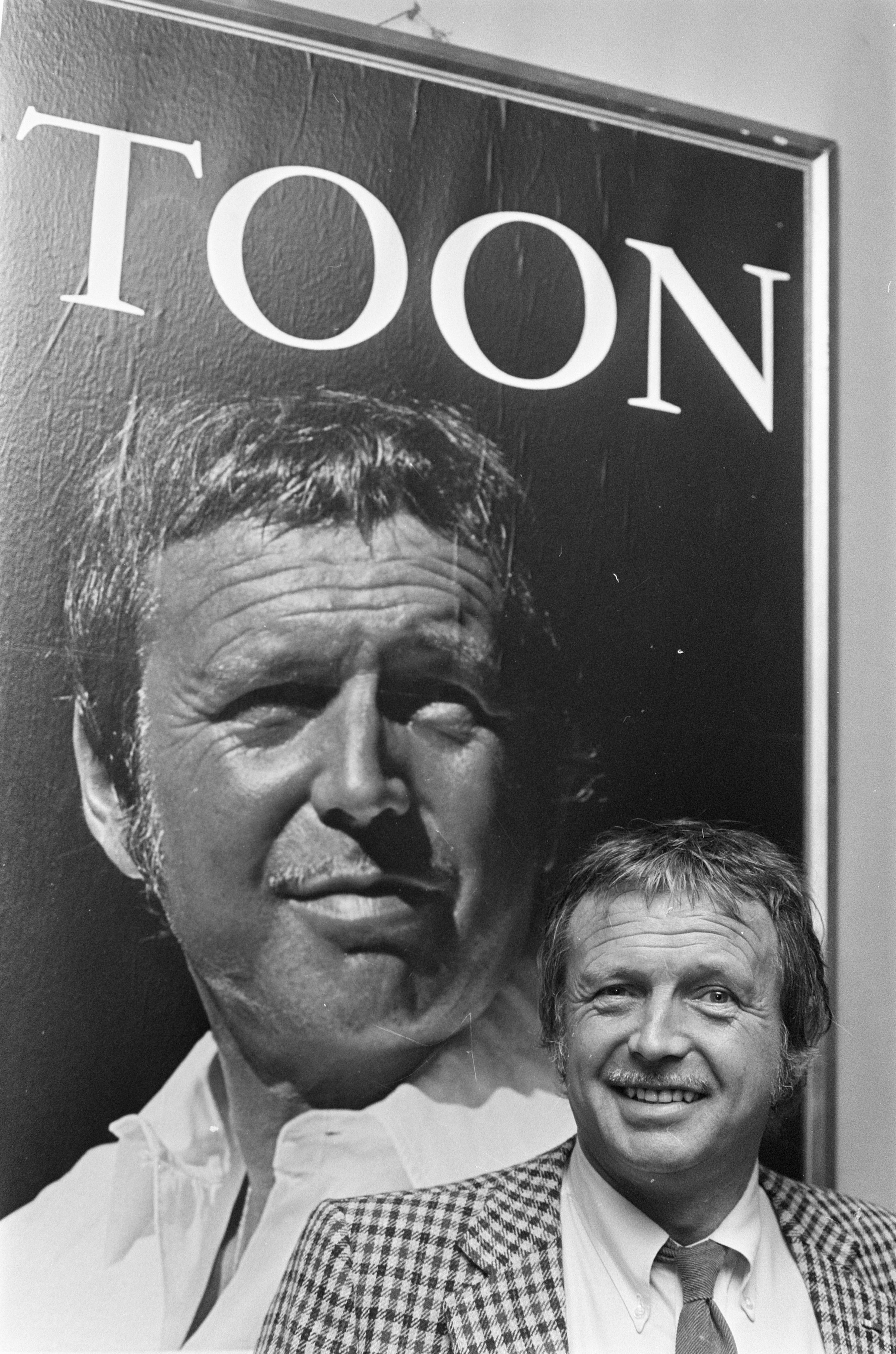
One-man-show in Carré (1970)

Al vroeg begon Hermans met het tekenen en schetsen. Hij verkocht als kind zijn werkstukjes aan de deur om het gezin te onderhouden. Later ging hij schilderen. Zijn eerste optredens waren in 1949 in het Grand Theater in Heerlen met zijn imitatie van de clown Buziau, van wie hij veel geleerd had en die hem veel kneepjes van het vak van clown bij had gebracht.
Hij trok naar Amsterdam om daar zijn geluk te beproeven. Een van zijn vroege optredens daar was in 1937 tijdens de talentenjacht Cabaret der Onbekenden, georganiseerd door orkestleider John Kristel. In 1938 sloot hij zich aan bij het Theater Plezier van Floris Meslier. Hierna volgden optredens voor De bonte dinsdagavondtrein van de AVRO.
Alex Wunnink, directeur van Theater Carré, merkte Hermans bij een optreden op en vroeg hem in 1942 auditie in Amsterdam te komen doen bij het cabaret van Carl Tobi. Hiermee begon Hermans' landelijke carrière. Hermans trad op in het Leidseplein Theater, samen met bekendheden, zoals Wiesje Bouwmeester. Vrij kort daarna trad hij vernieuwend op door het begrip onemanshow toe te voegen aan de wereld van de kleinkunst. Deze eerste show vond plaats in 1955 en daarmee had hij groot succes. In 1958 volgde een bewaard gebleven televisieregistratie van deze show.
In 1961 en 1962 trad Hermans ook op in het buitenland; aanvankelijk in Oostenrijk en daarna in Duitsland. Hij vond het geen uitdaging, omdat de theaterbezoekers te snel om alles lachten. In Hamburg maakte hij kennis met de clown Popov, die hij later veel zou ontmoeten.
In 1970 kreeg Hermans een burn-out, doordat hij niet kon brengen wat het publiek graag wilde en men hem te poëtisch en te melancholiek vond. Tijdens een bezoek aan een show van Popov in de Rotterdamse Ahoy´ haalde deze Hermans uit de zaal naar de piste om hem te omhelzen en zijn warmte over te brengen. Hierdoor wist Popov Hermans uit zijn depressieve periode te redden, waarmee een nieuwe periode in diens loopbaan aanbrak.
Hermans was een perfectionist. Zo nam hij heimelijk al zijn optredens op compact cassette op om de reactie van zijn publiek terug te beluisteren en na te gaan of een grap te vroeg of te laat overkwam. Zodoende kon hij deze, bij een volgend optreden, aanpassen.
Hij had veel schriftelijk en telefonisch contact met chansonnier Wim Sonneveld en cabaretier Wim Kan, maar bezocht nooit hun voorstellingen. Wel bezocht hij een theatervoorstelling van Freek de Jonge in Theater Gooiland in Hilversum.

## Het Amerikaanse avontuur
Behalve in de Europese landen wilde Hermans gaan optreden in Amerika. Hij maakte daar in 1965 kennis met de Amerikaanse scenarioschrijver Erich Segal, met wie hij voorbereidingen trof voor zijn optredens voor het Broadway Theatre in New York. Met hem herschreef hij, bijvoorbeeld, het nummer Vierentwintig rozen naar Twenty-seven Roses. Hij zag echter op tegen het optreden, omdat het betekende dat hij lange tijd ver van huis zou zijn. Ook het theater zelf voelde niet goed aan. Terug in Nederland liet hij voor Amerikaanse impresario’s opnames maken van try-outs van het optreden in het Engels voor Amerikaans publiek in Hilversum en Brussel. Ondertussen trad Hermans in 1966 met veel succes met deze show op in veel plaatsen in Canada. Het vaste contract voor een jarenlang optreden in Broadway ging Hermans niet aan vanwege de eerdergenoemde twijfels. Hiermee sloot hij het Amerikaanse avontuur af.

## Werken

### Versjes
- Lief bijtje sprak de bij
- Sterven doe je niet ineens
- Een Vriend
- De man van Nazareth
- Konijntjes
- Denken
- Horzel
- Treurwilg
- Impasse
- De tuinman
- De non
- Fout!
- Leven
- 'n Beetje
- Dingen

### Liedjes
- Vogeltje wat zing je vroeg
- Ballonnetje
- Het konijn en ik
- Mien, waar is mijn feestneus? (Carnavalskraker 4 weken op 1)
- Méditerranée (1958)
- Jacqueline
- 24 rozen
- Sien laat eens zien (1965)
- Vader gaat op stap
- Het leven is een bitterbal
- Wat ruist er door het struikgewas
- Dit is een plek om lief te hebben
- Café Biljart
- De appels op de tafelsprei
- Marie
- Il pleut
- Lente me
- Als de liefde niet bestond (2000)
- Ze dekte de tafel
- Notte Belle Margarinetta
- De tango van het blote kontje
- Mijn vader is een clown (Kinderen voor Kinderen 12)
- Ik hou van je zonder franje (Kinderen voor Kinderen 17)
- The Sun is Out (1970)

### Conferences
- Hartenaas (1951)
- Ballot
- Zaza
- De stoel - De stoel waar zijn zuster op gezeten had (1958)
- De sprekert (1958)
- De voorzitter opent (1958)
- De tent (1958)
- High Society (1965)
- De auditie: Duif is dood! (1967) (stem van Jack Bemelmans: Dick Binnendijk)
- Strinzelthal (1961)
- Snieklaas (1974)
- De ornitholoog (1980)
- Het tennisracket (1980) (waarbij hij minutenlang wacht totdat zijn vaste toneelmeester 'Johnny' een tennisracket en een tennisbal voor hem gehaald heeft. Dit is een van zijn beroemdste en meest op televisie herhaalde momenten. Veel cabaretiers, zoals Youp van 't Hek, bewonderen de wijze waarop hij tijdens deze conference door volslagen niets te doen toch het publiek aan het lachen brengt.)
- De voorzitter van "Ons Genoegen" (1980)
- De auditie: Wat ruist er door het struikgewas (1980) (stem van Jack Bemelmans: Maurice Hermans[8]).

## Andere kunstvormen

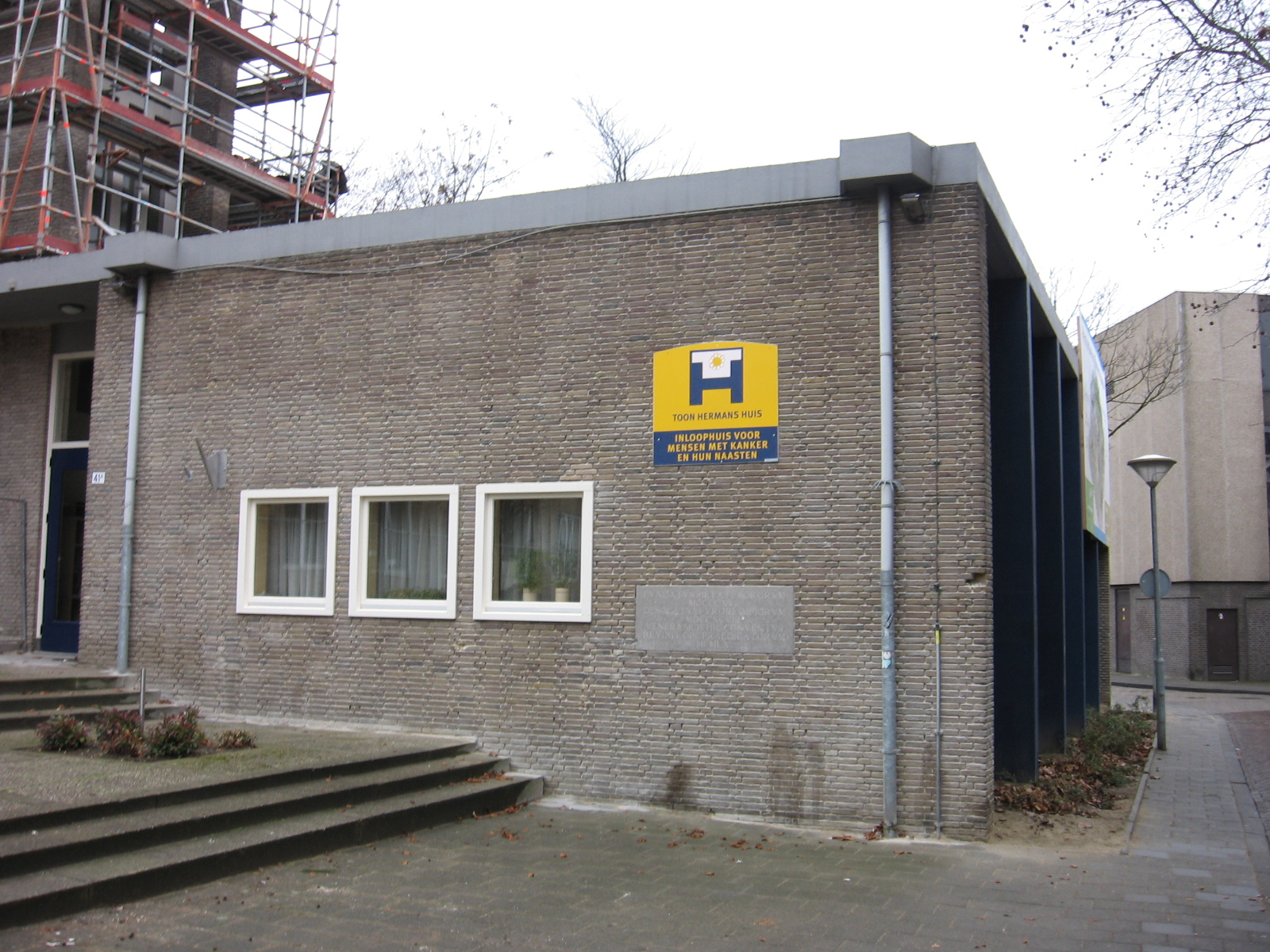
Toon Hermanshuis in Venlo

Naast zijn theaterwerk en gedichten hield Hermans zich ook bezig met schilderen. Dit deed hij ter ontspanning en hij wilde er niet mee op de voorgrond treden. Hij heeft daarom zijn schilderwerk vrijwel nooit geëxposeerd. In november 2004 bracht een openbare veiling van een deel van zijn schilderijen onverwacht meer dan € 600 000 op. Dit bedrag ging voor het grootste deel naar de stichting Toon Hermans Huizen, een door Hermans opgerichte organisatie voor de opvang van kankerpatiënten en hun familie.
Enige jaren na Hermans' dood is er tijdens een verbouwing in een huis in de Sittardse Paardestraat een zelfportret van hem aangetroffen. Hij had dit vermoedelijk gemaakt voor een daar destijds woonachtig vriendinnetje.

## Nagedachtenis
Toon Hermans geboortehuis, een fraaie villa in Franse stijl genaamd Villa Zomerlust aan de Sittardse Parklaan, werd in 1987 gesloopt om plaats te maken voor de nieuwbouw van het Waterschap Roer en Overmaas. Het gezin Hermans woonde ook in de Begijnehofstraat, waar een buste van Toon te vinden is.
In 2000 vervaardigde de Sittardse graffitikunstenaar Nash en diens Spaanse collega Belin op een zijgevel van een flat in de stad een levensgrote muurschildering ter ere van Toon Hermans in opdracht van de gemeente Sittard. Het gebouw werd helaas daarna al snel weer afgebroken. Nash maakte later samen met Does, Bah en Bambie  een muurschildering in de Sittardse Overhovenerstraat waar Hermans ook wordt afgebeeld. Op de gevel van het Toon Hermanshuis in de Paardestraat staat een grote reproductie van een tekening van Hermans zelf.
In 2003 deed een kalligrafiegroep uit de IJmond een recordpoging om het grootste kalligrafische werkstuk ter wereld te vervaardigen en te bundelen in boekvorm. Het boek bestaat uit ruim 7400 A4-pagina's met daarop gekalligrafeerde teksten van Toon Hermans. De Stichting Toon Hermans BV verleende toestemming om de teksten te gebruiken. De pagina's zijn aan elkaar geplakt zodat een harmonicaboek is ontstaan van ruim twee meter hoog. Het weegt 55 kilo en is uitgelegd zeker twee kilometer lang. Er is vijf kilometer plakband en drie liter inkt in verwerkt. Maurice Hermans, Hermans' zoon, was bij het project betrokken.
Bij de ingang van Museum De Domijnen aan de Kapittelstraat is een standbeeld van Hermans te vinden. 
De Sittardse schouwburg draagt sinds 2021 de naam 'Toon Hermans Theater'. De Stichting Toon Hermans had als voorwaarde gesteld dat er een permanente expositie in het theater zou worden ingericht. Toen deze afspraak niet werd nagekomen dreigde de stichting de toestemming voor het gebruik van de naam in te trekken.
In 2024 worden 24 rode reuzenrozen boven de splitsing van de Limbrichterstraat en Molenbeekstraat in Sittard opgehangen. De rozen met een diameter van ongeveer één meter vormen een eerbetoon aan '24 Rozen', een van Hermans' beroemdste nummers.
In 2025 ontstaat beroering in zijn geboorteplaats als blijkt dat de gemeente geen aandacht besteed aan de 25ste sterfdag van Sittards' beroemdste zoon.
Voetbalclub Fortuna Sittard stond wel stil bij het overlijden van Toon. Op 27 april 2025 speelt de eredivisionist tijdens de wedstrijd tegen Willem II in een speciaal shirt met daarop een afbeelding van Hermans en de tekst Toon Icoon. De wedstrijdshirts werden na afloop geveild ten bate van het Toon Hermans Huis. 
De Limburgse omroep L1 besteedde in april 2025 een week lang aandacht aan Toon Hermans. Zo is er de podcast Twee uur Toon, gebaseerd op een gesprek dat programmamaker Fons Geraets in november 1996 had met Hermans. In de twee afleveringen bespreken ze Toon's jeugd in Sittard, zijn kunstenaarschap, de hebzucht in de wereld, de kracht van humor en over ‘sjaele zeiver’ (Sittards dialect voor kolder). Ook laat hij uitvoerig zijn licht schijnen over spirituele zaken zoals God, boeddhisme en innerlijke vrede. 
De Limburger kwam rond de 25ste sterfdag van Toon Hermans met de achtdelige podcastserie Kolder... In de voetsporen van Toon. Daarin bezoeken journalisten Nick Bruls en Paul Dolhain plekken in Nederland en België die belangrijk waren voor Hermans en spraken zijn met familie, vrienden en vakgenoten.

## Onderscheidingen
- Hermans is benoemd tot ridder en later officier in de orde van Oranje-Nassau en ridder in de kroonorde van België.[14][15]

## Trivia
- In 1951 engageerde hij Miss Zandvoort Mimi Kok, die ook in 1961/1962 met hem in het buitenland samenspeelde.
- Ook speelde Hermans met de bekende Engelse presentatrice/actrice Phyllis Lane.
- In 2004 eindigde hij op nr. 22 in de verkiezing van de grootste Nederlander.
- In 2010 werd TOON, de musical opgevoerd, onder regie van Ruut Weissman, met in de hoofdrol Alex Klaasen.
- In 2010 werd Hermans herdacht met het Tribute Toon Hermans.
- Hermans bedacht ook de muziek voor de Efteling-attractie Carnaval Festival.
- De VPRO podcast Liefste Lies uit 2025 gaat over een koffer met honderden liefdesbrieven afkomstig uit het Stadsarchief van Sittard, die allemaal gericht zijn aan één vrouw uit deze stad.[16] Hierin duiken ook acht brieven op van Toon Hermans die gericht zijn aan de vrouw, maar deze zijn niet opgenomen in de podcast.

## Discografie

### Albums

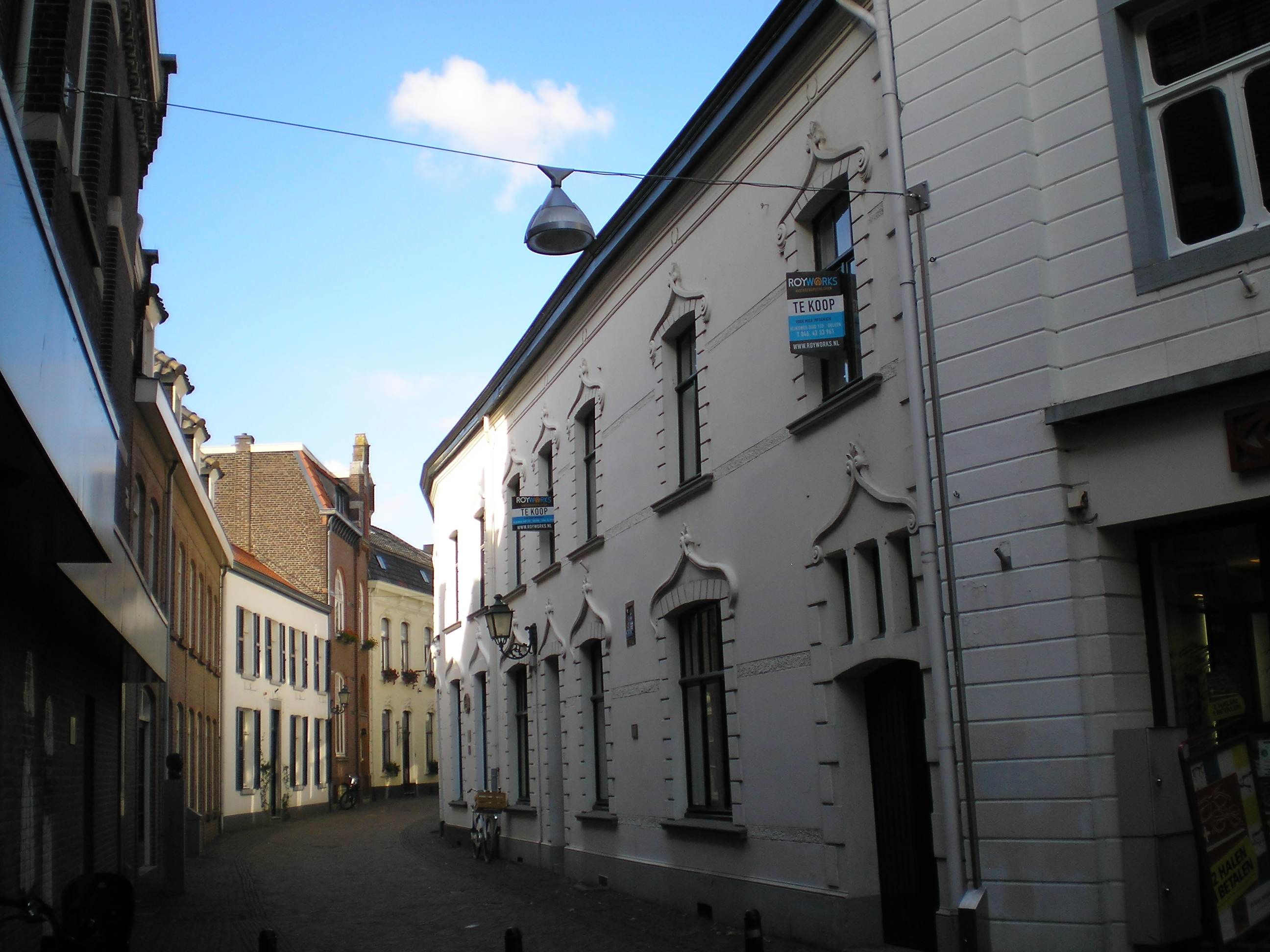
Voormalig huis van Toon Hermans aan de Begijnenhofstraat 5 in Sittard

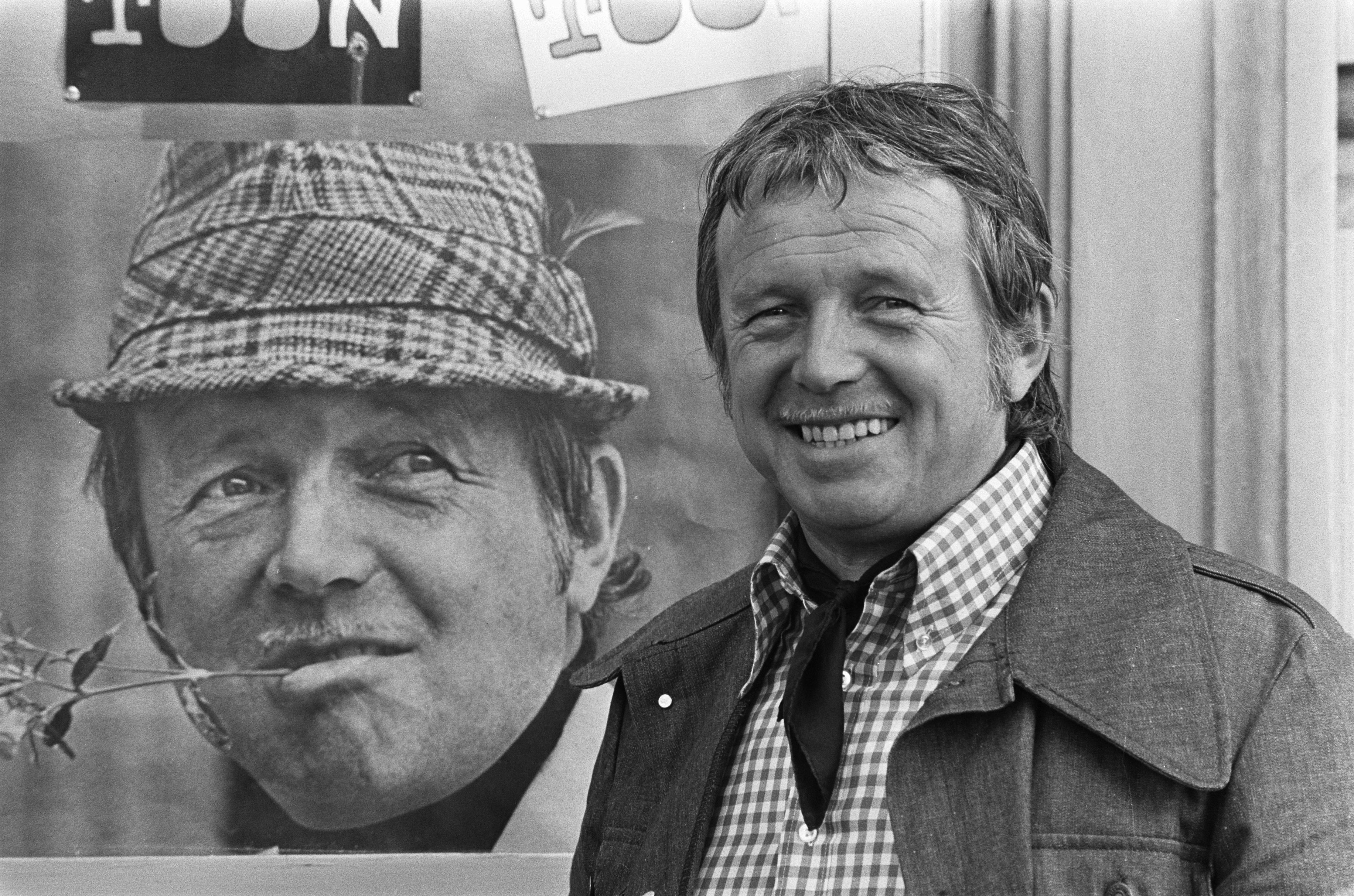
Toon Hermans in 1973

- 1958 - Toon Hermans One Man Show, Deel 1 - 10"-lp - HIS MASTER'S VOICE - HDLP 1009
- 1958 - Toon Hermans One Man Show, Deel 2 - 10"-lp - HIS MASTER'S VOICE - HDLP 1010
- 1961 - Toon Hermans One Man Show, Deel 3 - 10"-lp - HIS MASTER'S VOICE - HDLP 1015
- 1961 - Toon Hermans One Man Show 1961 - 12"-lp - HIS MASTER'S VOICE - CLPH 105
- 1961 - Moutarde Van Sonaansee - 10"-lp - HIS MASTER'S VOICE - HDLP 1012
- 1965 - One Man Show opgenomen in Theater Carré 1964/1965 - 12"-lp - HIS MASTER'S VOICE - CLPH 111
- 1965 - Toon - 12"-lp - HIS MASTER'S VOICE - CLPH 114
- 1966 - Lachen ohne Ende - Live-opnamen uit deutsches Theater - München - 12"-lp - ELECTROLA - SME 83 904
- 1967 - Dag Toon - 12"-lp - HIS MASTER'S VOICE - XLPH 20003
- 1968 - Leve Toon - 12"-lp - HIS MASTER'S VOICE - XLPH 20023
- 1968 - Toon Hermans '68 - 12"-lp - RELAX - 7000
- 1968 - Hoogtepunten uit Toon Hermans One Man Show - 12"-lp - BOEK EN PLAAT - GS 076
- 1969 - Toon in Toronto - 12"-lp - RELAX - 7006
- 1970 - Toon - 12"-lp - MARCATO - 20 108
- 1970 - Toon Hermans One Man Show - 12"-lp - MARCATO - 78 119
- 1972 - Liedjes voor jou - 12"-lp - IMPERIAL - 5C 062 24576
- 1974 - One-Man-Show 1974 - 2 12"-lp - EMI - 5N 154 25154/55
- 1974 - De beste van Toon Hermans - 12"-lp - EMIDISC - 5C 048 50645
- 1975 - Dankuwel astublieft... Hoogtepunten uit de Jubileumshow Tien Toon - 12"-lp - WESTSIDE - WS 113 525 L
- 1977 - Jubileumplaat - Beroemde Conferences en Liedjes uit 20 Jaar One Man Show 60 Minuten Lachen - 12"-lp - EMI - 1A 052 25723
- 1977 - Ben je wel 'ns alleen - 12"-lp - EMI - 5C 064 25813
- 1978 - Toon One Man Show '78 - 2 12"-lp's - BOVEMA NEGRAM - 1A 138 26111/12
- 1980 - One Man Show 1980 - 2 12"-lp's - RCA - PL 44026
- 1980 - 11 fonkelnieuwe feestliedjes + 1 Goeie Ouwe - 12"-lp - SHOWBIZ - WEAN 58 266
- 1983 - Alle liedjes van m'n show (1980) - 12"-lp - RCA - NL 44062
- 1986 - Houdt u van dieren? - 12"-lp - PHILIPS - 830 095 1
- 1987 - Theaterliedjes - 3 12"-lp's - EMI - BOSPLP 14
- 1987 - One Man Shows Deel 1 - cd - EMI - BOSPCD 14/1
- 1987 - One Man Shows Deel 2 - cd - EMI - BOSPCD 14/2
- 1991 - One Man Show t.g.v. 25 jaar Carré - 2 cd's - EMI - 796 538 2
- 1991 - Toon 75 jaar - 2 cd's - EVA - 798 464 2
- 1992 - Toon 2 - 2 cd's - EVA - 781 109 2
- 1993 - Ik heb je lief - Toon Hermans One Man Theater Show 1993 - 2 cd's - EVA - 828 415 2
- 1996 - Ik zing van het leven - cd - POLYDOR - 533 280 2
- 1998 - Toon Hermans liedjesman - cd - POLYDOR - 533 436 2
- 1998 - Toon Hermans - 2 cd's - EMI - 7243 4958872 1
- 1999 - One Man Show 1997 - 2 cd's - POLYDOR - 547 007 2
- 2000 - Als de liefde - cd - POLYDOR - 549 483 2
- 2003 - Toon, het verzameld werk - 19 cd's + 1 dvd - NIKKELEN NELIS - 9811889
- 2007 - De keuze van Annie de Reuver - cd - WETON WESGRAM - NN 002
- 2009 - De keuze van Annie de Reuver 2 - cd - WETON WESGRAM - NN 017
- 2009 - Mooi was die tijd - cd - DISKY - HSI 905960

### Singles
- 1947 - Ik ben Jansen / Trammen - 78rpm10"single - DECCA - M 32175
- 1947 - De jeep van Jansen / De Waarzegster - 78rpm10"single - DECCA - M 32202
- 1947 - Op het Leidsche Plein / Naar Scheveningen - 78rpm10"single - DECCA - M 32209
- 1948 - Bal Masqué / Schlemiel - 78rpm10"single - DECCA - M 32302
- 1948 - Ontmoeting met Toon Hermans - 78rpm10"single - GTB -
- 1959 - Liedjes van Toon, Deel 1: Middellandse Zee / De Muzeman + De Wind - 7"-ep - HIS MASTER'S VOICE - 7 EGH 176
- 1959 - Liedjes van Toon, Deel 2: Jacqueline / Ballon + Met een Piano - 7"-ep - HIS MASTER'S VOICE - 7 EGH 177
- 1959 - Liedjes van Toon, Deel 3: De Clochard / Kolderzolder + Darling, Liebling - 7"-ep - HIS MASTER'S VOICE - 7 EGH 178
- 1960 - De lesten dans / De Zwarte Ballon - 7"-single - HIS MASTER'S VOICE - 45 JF 284
- 1961 - Liedjes uit Toon Hermans One Man Show 1961 (Slaapliedje / Blauwe Ogen) - 7"-ep - HIS MASTER'S VOICE - 7 EGH 196
- 1961 - Liedjes van Toon, Deel 4: Walkin' in Wien / Boem Si Lila + Soo Rool en Daaj, Nottebella Margarinette - 7"-ep - HIS MASTER'S VOICE - 7 EGH 192
- 1961 - Voorproefjes van de film Moutarde van Sonaansee - 7"-single - BOVEMA - RC 107
- 1961 - De slinger van de koffergrammofoon / De Pattefoon (Wim Kan) - 7"-single - CCGC - PR 200
- 1965 - Vader gaat op stap / Stilte - 7"-single - CCGC - PR 700
- 1966 - Golden Johnny / Café - 7"-ep - HIS MASTER'S VOICE - 7 EGH 211
- 1966 - Sien / O, hoeveel mensen - 7"-single - HIS MASTER'S VOICE - 7 QH 5071
- 1966 - Marie / Vandaag - 7"-single - HIS MASTER'S VOICE - 7 QH 5083
- 1967 - Bovema heeft u iets feestelijks mee te delen - 7"-single - BOVEMA - 45 BOV 197
- 1967 - De fanfare / Tango Blue (Ik voel me zo beklemd...) - 7"-single - RELAX - 45 072
- 1968 - De slinger van de koffergrammofoon / De Muzeman - 7"-single - IMPERIAL - IH 808
- 1968 - Mien, waar is mijn feestneus? / Gaat dat zien - 7"-single - RELAX - 45 081
- 1968 - Akkefietje liedje / Boerenkermis - 7"-single - RELAX - 45 125
- 1969 - Kiele, kiele, kiele (Helène) / Vogeltje wat zing je vroeg - 7"-single - RELAX - 45 128
- 1971 - Want dat is carnaval / Heb je nog een blommetje? - 7"-single - DISCOFOON - VD 1001
- 1973 - Geef me je hand / Vrije vogel - 7"-single - IMPERIAL - 5C 006 24879
- 1981 - Er woont 'n poes met zeven jongen in m'n hoempapa / Het is maar één keer carnaval - 7"-single - SHOWBIZ - WEAN 18 449
- 1993 - Vicki Brown: Intro + Vicki Brown + Chambre Douze - cd's - EVA - 872 036 2
- 1996 - Jam + De zon gaat op - cd's - POLYDOR - 575 976 2
- 2014 - Een vriend (postuum), een duet met Gerard Joling.

### NPO Radio 2 Top 2000
| Nummers met noteringen in de NPO Radio 2 Top 2000 | '99  | '00  | '01 | '02  | '03  | '04  | '05  | '06 | '07  | '08  | '09  | '10  | '11  | '12  | '13  |
| ------------------------------------------------- | ---- | ---- | --- | ---- | ---- | ---- | ---- | --- | ---- | ---- | ---- | ---- | ---- | ---- | ---- |
| 24 rozen                                          | 752  | 1086 | 706 | 1211 | 1157 | 1308 | 1088 | 973 | 1074 | 1072 | 1437 | 1361 | 1336 | 1257 | 1754 |
| Mien, waar is mijn feestneus                      | 1773 | -    | -   | -    | -    | -    | -    | -   | -    | -    | -    | -    | -    | -    | -    |

1. ↑  Een '-' betekent dat het nummer niet was genoteerd en een vetgedrukt getal geeft de hoogste notering van een nummer aan.
2. ↑  Deze tabel is bijgewerkt tot en met de meest recente editie (2024).

### Evergreen Top 1000
| Evergreen Top 1000 "Cafe Biljart - Toon Hermans" | Evergreen Top 1000 "Cafe Biljart - Toon Hermans" | Evergreen Top 1000 "Cafe Biljart - Toon Hermans" | Evergreen Top 1000 "Cafe Biljart - Toon Hermans" | Evergreen Top 1000 "Cafe Biljart - Toon Hermans" | Evergreen Top 1000 "Cafe Biljart - Toon Hermans" | Evergreen Top 1000 "Cafe Biljart - Toon Hermans" | Evergreen Top 1000 "Cafe Biljart - Toon Hermans" | Evergreen Top 1000 "Cafe Biljart - Toon Hermans" | Evergreen Top 1000 "Cafe Biljart - Toon Hermans" | Evergreen Top 1000 "Cafe Biljart - Toon Hermans" | Evergreen Top 1000 "Cafe Biljart - Toon Hermans" | Evergreen Top 1000 "Cafe Biljart - Toon Hermans" | Evergreen Top 1000 "Cafe Biljart - Toon Hermans" | Evergreen Top 1000 "Cafe Biljart - Toon Hermans" | Evergreen Top 1000 "Cafe Biljart - Toon Hermans" | Evergreen Top 1000 "Cafe Biljart - Toon Hermans" |
| Jaar                                             | 2008                                             | 2009                                             | 2010                                             | 2011                                             | 2012                                             | 2013                                             | 2014                                             | 2015                                             | 2016                                             | 2017                                             | 2018                                             | 2019                                             | 2020                                             | 2021                                             | 2022                                             | 2023                                             |
| ------------------------------------------------ | ------------------------------------------------ | ------------------------------------------------ | ------------------------------------------------ | ------------------------------------------------ | ------------------------------------------------ | ------------------------------------------------ | ------------------------------------------------ | ------------------------------------------------ | ------------------------------------------------ | ------------------------------------------------ | ------------------------------------------------ | ------------------------------------------------ | ------------------------------------------------ | ------------------------------------------------ | ------------------------------------------------ | ------------------------------------------------ |
| Positie                                          | -                                                | -                                                | -                                                | -                                                | -                                                | 422                                              | -                                                | -                                                | 968                                              | 635                                              | 953                                              | 408                                              | 388                                              | 835                                              | 419                                              | 379                                              |

### Dvd's
| Muziek-dvd met eventuele hitnotering(en) in de Nederlandse Muziek Dvd Top 30 | Datum van verschijnen | Datum van binnenkomst | Hoogste positie | Aantal weken | Opmerkingen |
| ---------------------------------------------------------------------------- | --------------------- | --------------------- | --------------- | ------------ | ----------- |
| Terug in de tijd deel 1                                                      | 2000                  | 24 juni 2000          | 3               | 2            |             |
| Terug in de tijd deel 2                                                      | 2000                  | 24 juni 2000          | 4               | 2            |             |